# Galleria degli Antichi

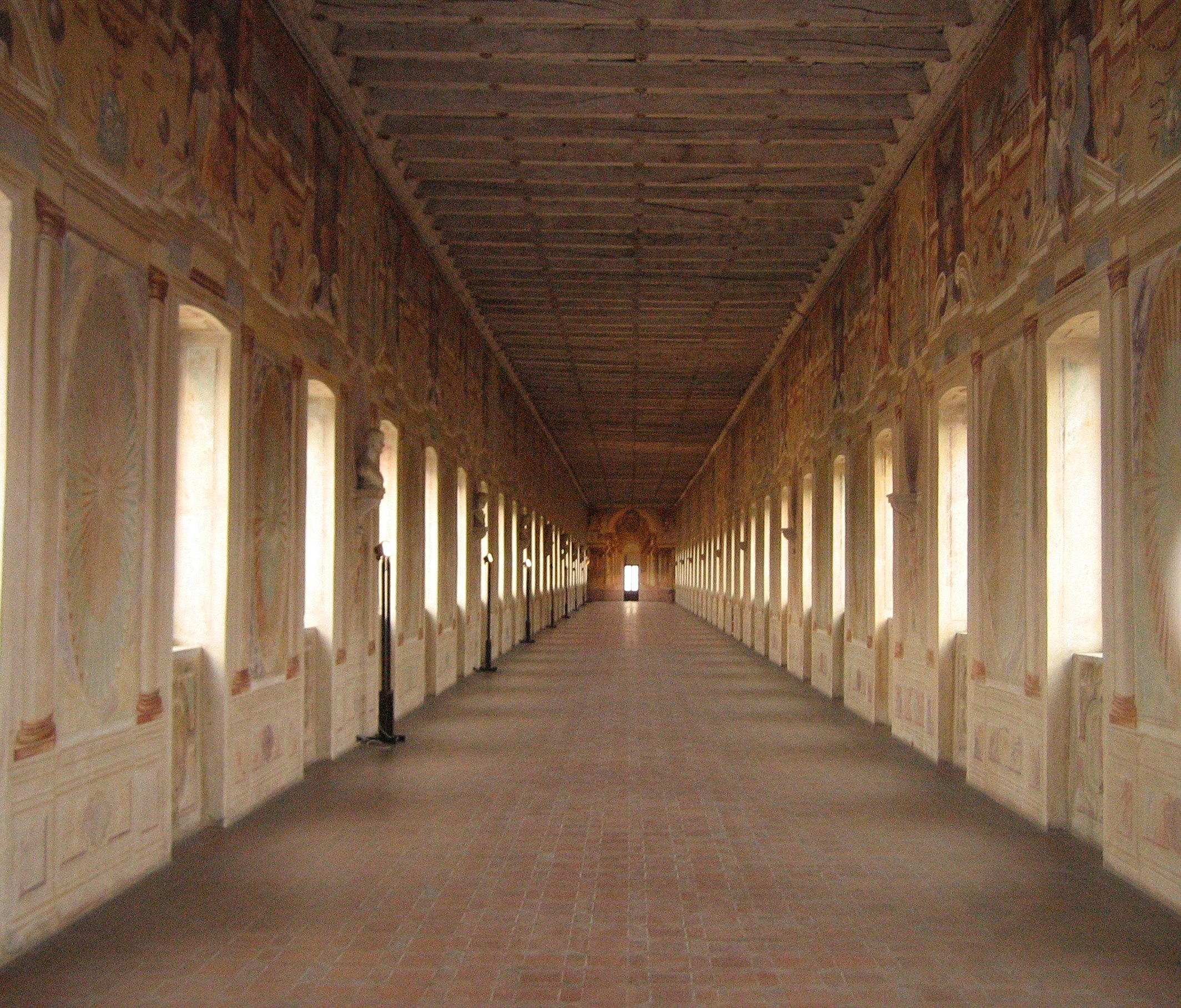
Sabbioneta, Galleria degli Antichi, interno

La Galleria degli Antichi (o Corridor Grande) è un edificio storico di Sabbioneta, in provincia di Mantova.

## Storia e descrizione
Lunga 97 metri, si colloca per lunghezza dopo la Galleria delle carte geografiche nei Palazzi Vaticani e la Galleria degli Uffizi di Firenze. Venne edificata in cotto a forma di porticato sovrastato da finestre tra 1584 e il 1586. Collegata al Palazzo del Giardino col Corridor Piccolo, doveva contenere le collezioni di marmi antichi del duca di Sabbioneta Vespasiano Gonzaga.  
La decorazione delle pareti fu eseguita nel 1587 da Giovanni e Alessandro Alberti di Sansepolcro, i quali dipinsero le prospettive dei lati corti e le figure allegoriche delle pareti lunghe. Le panoplie, i festoni, i vasi e gli stemmi sono da riferire invece a loro collaboratori. Il soffitto in legno a cassettoni ospita piccole rosette dorate.  
La raccolta dei marmi rimase all'interno della Galleria fino al 1773, quando fu trasferita a Mantova nel Palazzo dell'Accademia dagli austriaci. Oggi è ospitata nel Palazzo Ducale e nel Palazzo di San Sebastiano.

## Cinema
All'interno della galleria sono stati girati numerosi film e fiction tv, tra i quali si ricordano I Medici del 2017 e Addio fratello crudele, film  del 1971.
All'esterno, tra le colonne della galleria sono state effettuate anche le riprese dei film Strategia del ragno del 1970 per la regia di Bernardo Bertolucci, (in gran parte girato nella stessa Sabbioneta) e de I Promessi Sposi in cui viene girata la scena della Peste.